# ゴング格闘技
ゴング格闘技（ゴング かくとうぎ、GONG KAKUTOGI）は、アプリスタイルより発行される格闘技専門誌である。隔月刊誌で奇数月23日に発売されている。略称「ゴン格」または「ゴンカク」（いずれも、英字表記は「GONKAKU」）。

## 歴史

### 創刊
1968年1月に設立した日本スポーツ出版社（NSP）から月刊のプロレス・ボクシング・キックボクシング専門誌『ゴング』（Gong）として創刊（創刊号は1968年3月号）。NSPはベースボール・マガジン社（BBM）の退社組により設立された会社で、初代編集長もBBMで『プロレス&ボクシング』編集長を務めていた竹内宏介 が就任した。翌1969年には、同じく月刊の別冊誌として『別冊ゴング』（べっさつゴング）が創刊された。誌名はいずれもゴングから。
1982年にボクシングが分離される形で『ワールド・ボクシング』（後の『ボクシング・ビート』）が創刊されたこともあり、プロレス中心の雑誌となっていくが、1986年12月号（19巻12号通算258号）より格闘技ブームに先駆けて紙面を大幅に一新する形で『ゴング格闘技』へ改題し、格闘技全般を扱う雑誌となった（改題号の表紙は前田日明）。当初は極真空手と当時人気絶頂だったUWFが誌面の中心で、キックボクシング、ムエタイ、マーシャルアーツ（全米プロ空手）、シュートボクシング、相撲などの他にボクシングとプロレスも掲載していた。
その間、1984年には『別冊ゴング』がプロレス専門週刊誌『週刊ゴング』へリニューアルした（NSP公式サイト内会社沿革ページなどでは、『ゴング』を改題したものとして記述される場合 があるが、先述経緯のとおり、誤りである）。
近藤隆夫が編集長に就任。本人によるとフリーの立場での就任であった。1991年12月号を最後に近藤隆夫が編集長退任。本人によると、理由は明確に表現できない、としている。2か月以上、編集長不在となった。1990年代にはK-1・PRIDEなどの格闘技情報を掲載し、格闘技雑誌として一定の地位を得た。1993年12月号では第1回UFCの開催の2か月前にグレイシー柔術をいち早く紹介。
2002年9月に『ワールド・ボクシング』『週刊ゴング』・『ゴング格闘技』初代編集長を務めた舟木昭太郎がNSPを退社したと同時に株式会社アッパーを設立。同時にNSPは2002年11月から2005年3月まで本誌の制作をアッパーに委託していた。

### 休刊 - 復刊
2007年3月、当時社長を務めていた前田大作の不祥事からNSPは事業停止に追い込まれ、2月23日発売の4月号を最後に休刊。同年4月23日、発行元をイースト・プレスへ移し、題号を『GONKAKU』に改め復刊した（復刊号は6月号）。
2008年5月23日発売の7月号で、『ゴング格闘技』改題22周年を記念して同誌名に戻した。題字は『GONG KAKUTOGI』と表記される。
イースト・プレスから復刊してちょうど10周年を迎える2017年4月22日発売の6月号（『ゴング格闘技』に改題してから通算300号）をもって、再び休刊となった。
2019年3月23日、発売元をイースト・プレスから独立した出版社であるアプリスタイルに変更し、2年ぶりに復刊。以降、隔月刊誌として刊行する。

## 誌面
改題当初は極真空手やUWFなどが誌面の中心を飾っていたが、編集長が松山郷体制になってからは誌面の大幅刷新がはかられ、柔術、空手など専門誌が存在する競技の割合が減り、MMA（総合格闘技）中心にほぼ特化している。
巻頭のカラーページでは、「MMAPLANET」と提携、そのメインライターを務める高島学を登用し、海外のMMAシーンの最前線を掲載しているほか、国内の大規模イベントについては高阪剛、中井祐樹、高瀬大樹、吉鷹弘らが座談会形式で議論を交わす「MMA委員会」・「立技委員会」などを掲載している。
毎号、挑戦的な誌面作りをしており、たとえば2008年10月号ではジョシュ・バーネット×板垣恵介（『刃牙』『餓狼伝』）、岡見勇信×森恒二（『ホーリーランド』）、2009年1月号では魔裟斗×井上雄彦（『スラムダンク』『バガボンド』『リアル』）という、漫画家と格闘家による対談を実現している。この2009年1月号は「格闘技を読む」という特別特集を組んでおり、前記の対談のほか前田日明の読書論、須藤元気×ロバート・ハリスの対談、大槻ケンヂの書評なども載せた。
連載では「新★書評の星座」の吉田豪、「教えて、教授!」の松原隆一郎（東大教授、東大柔道部長、大道塾ビジネスマンクラス師範代）、「木村政彦はなぜ力道山を殺さなかったのか」の増田俊也（作家、七帝柔道出身）など、多彩な人材を起用しているのも他の格闘技誌との大きな違いである。
UFCを中心に総合格闘技、ブラジリアン柔術の報道に力を入れ、柔道やサンボ、レスリングなど、他のアマチュア格闘競技の問題も積極的に載せている。特に柔道に力を入れ、専属柔道評論家の柏崎克彦（1975年ウィーン世界選手権63kg級準優勝、1981年マーストリヒト世界選手権65kg級優勝）の鋭い切り口、磯部晃人の深い取材が柔道界でも人気を集めている。
北京オリンピックの日本柔道敗北については、柏崎克彦が「日本人が負けたのはルールの問題じゃない。謙虚に外国の柔道を認めよ。だって昔はタックル（双手刈）する選手がいなかったの?たくさんいたわけだよね」、松原隆一郎が「日本は一本を取る柔道、世界はポイントを取るJUDOなんて、まったくの嘘である。日本人はみんな一本取られているじゃないか。横文字のJUDOは駄目だとか、日本的な柔道以外の戦略を取るなとか本気で言うのなら、オープン化したこと自体が間違い。スポーツが国際化したら、それぞれ別の戦略を取るのは当たり前です」と、柔道専門誌では書けない角度からの論評を行っている。ロンドンオリンピック評論では溝口紀子も登場してアカデミックな議論を展開した。
石井慧のプロ転向騒動では山口香（全日本柔道連盟女子強化委員）も登場し、「石井は柔道家として三流です。強いだけならゴリラを調教すればいい」と過激な発言を載せ、一方で増田俊也の「本当に総合に行く気なら（大学を）中退して早く総合用の技術を身に着けたほうがいい」という擁護論、松原隆一郎の「石井ほど総合について理解している現役の柔道選手はいないと思うんです。柔術に出稽古を重ね日本柔道の寝技との違いも分かっていて、それなりに総合の試合も見ているでしょう。柔術や柔道出身者の試合を通して、自分がやればどうなるかもわかっているはず。それなのに日本柔道界でもっともクレバーな石井がなぜそんなに（転向を）焦るのか」という懐疑論と、いろいろな角度からバランスある論評をしている。

## 騒動
JAPAN TOP TEAM (JTT)でコーチを務めていたビリー・ビゲロウが2025年5月に同団体を退団してアメリカに帰国したことを報じ、インタビューでビゲロウがJTTや朝倉海らJTTの選手たちを批判するような内容であったことが騒動となった。これを受けてJTT所属選手のヒロヤが自身のYouTubeチャンネルでビゲロウに話を聞くと、ビゲロウは「僕が思うにあの記事は本当の意味とは違う解釈になっている。もちろん、ゴング格闘技もビジネスだし、面白いものを書きたい気持ちもわかる。でも、ファンを混乱させてほしくない」、「海と僕とは今も素晴らしい関係が続いている。毎日のように連絡を取っている。JTTとも最高のパートナー関係だ」と語った。

## 備考
当初、題字の上には「プロレス」「ボクシング」の文字が入っていたが、1972年9月号より「キック」が加わった。これらの文字は1984年2月号まで記入されていた。
NSPから『ゴング』の題号で発行していた時代には、格闘技以外のスポーツを特集した増刊号も発行していた。参考として、1972年9月に札幌オリンピックのフィギュアスケート競技で活躍したジャネット・リンを特集した『銀盤の妖精 ジャネット・リン特集号』を、1975年4月にプロ野球の特集号として長嶋茂雄が監督就任したばかりの読売ジャイアンツ（巨人軍）を扱った『飛べ!長嶋巨人軍』をそれぞれ発行していた。